# Герман Ненов

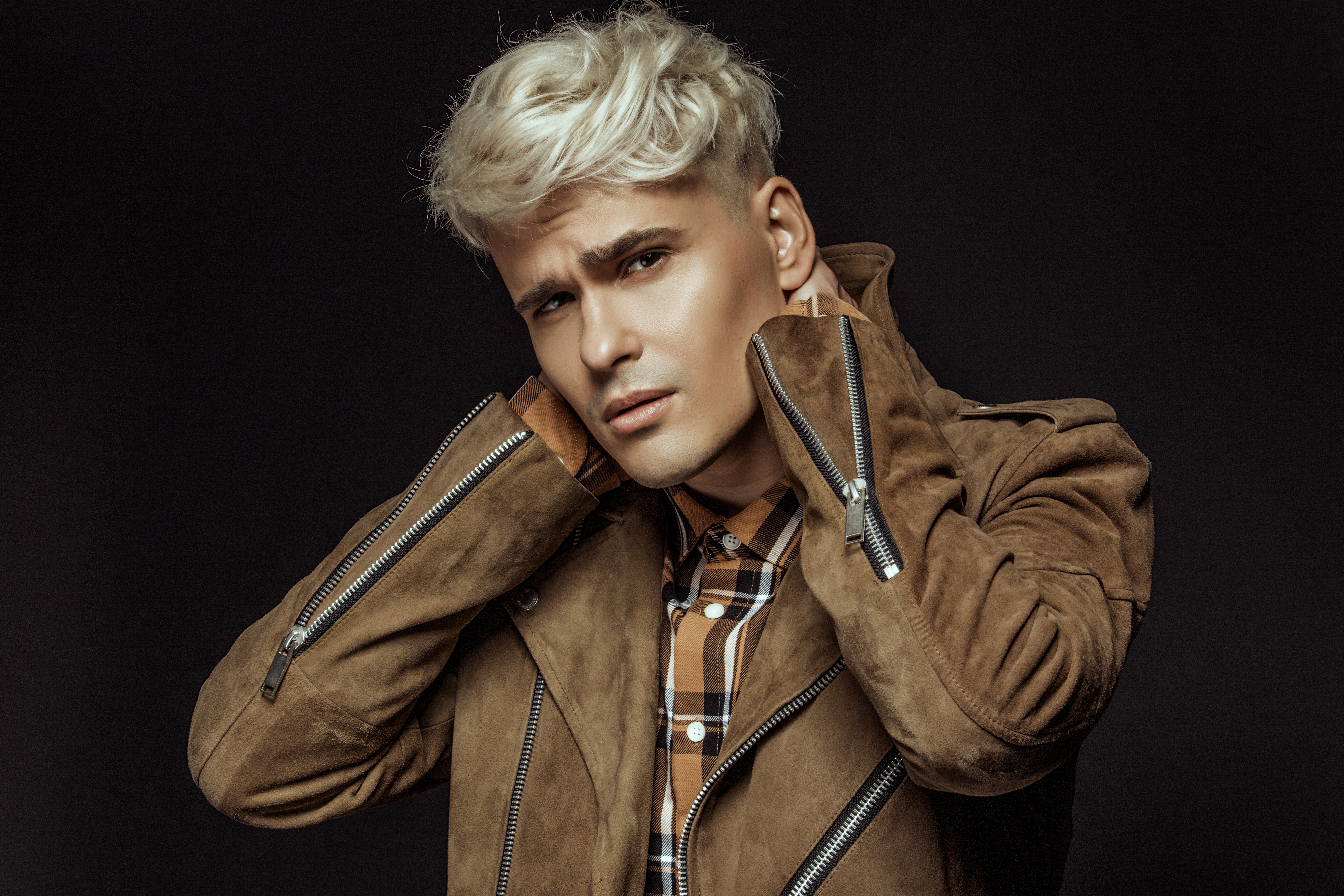
Герман Ненов

Герман Сергеевич Ненов (род. 7 июня 1989, Одесса, Украина) — украинский режиссер шоу, клипмейкер, креативный продюсер. Занимается постановкой сольных шоу, концертных номеров, телевизионных проектов под ключ, съемкой видеоклипов, креативным продюсированием. Известный по работе с Олей Поляковой, NK (Настя Каменских), Ириной Билык, Натальей Могилевской, Златой Огневич, Олегом Винником, группами Время и Стекло, НЕАНГЕЛЫ, KAZKA и многими другими. Является режиссером-постановщиком шоу «Дивовижні люди» и «Привіт, 20-ті» на телеканале «Украина». Режиссер-постановщик и креативный директор от Украины на международном песенном конкурсе Eurovision 2023.

## Биография
Герман Сергеевич Ненов родился 7 июня 1989 в Одесса, Украина, где и вырос. По национальности украинец.
В 2007 году поступил в Киевский национальный университет культуры и искусств на факультет «Режиссура эстрады и массовых мероприятий» и переехал в Киев. Окончил университет в 2012-м.
Работал в ивент агентстве «Bonaparte» c 2012-го по 2015-й.
В 2015 году начал работать как режиссер-постановщик. Первая работа — сольное шоу Евгения Хмары ZNAMENIE.
В 2020-м начинает активно реализовывать себя как клипмейкер — создает видеоработы для Натальи Могилевской, Ирины Билык, Златы Огневич, Анны Тринчер.
Также работает креативным продюсером некоторых проектов Натальи Могилевской.
В 2022-м становится режиссером-постановщиком и креативным директором от Украины на международном песенном конкурсе Eurovision 2023

## Сольные шоу артистов
- Евгений Хмара — ZNAMENIE (2015)
- Оля Полякова — «Номер Один» (2016)[6]
- Евгений Хмара — «Колесо Жизни» (2017)[7]
- Оля Полякова — «Королева Ночи» (2018)[8]
- БЕZ ОБМЕЖЕНЬ — «Про тебе» (2020)[9]

## Концертные номера
- Ivan Navi — «Такі молоді» (YUNA 2017)
- Оля Полякова — «Бывший» (M1 Music Awards 2017)
- Ivan Navi — «Тимчасовий релакс» (YUNA 2018)
- NK — «Megamix» (M1 Music Awards 2018)
- NK — «Elefante» (M1 Music Awards 2019)
- Оля Полякова — "Белый танец" (Танці з зірками 2020)
- NK — "A huevo" (Танці з зірками 2020)
- Оля Полякова — "Белый танец" (Світське жіття. 15 років)
- NK — "Elefante" (Світське жіття. 15 років)
- Наталья Могилевская — "Белый самолет" (Світське жіття. 15 років)
- NK — "Vibe" (Музыкальная Платформа)
- NK — "Если небеса" (Вечірній Квартал 2021)
- NK — "Почуття" (Вечірній Квартал 2021)
- NK — "Красное Вино" (Вечір Прем'єр з Катериною Осадчою 2021)
- Оля Полякова — "Взрослая девочка" (Вечір Прем'єр з Катериною Осадчою 2021)
- NK — "Красное Вино" (Танці з зірками 2021)

## Телевидение
- «Дивовижні люди» — главный режиссёр проекта.[10]
- «Привіт, 20-ті» — главный режиссёр проекта.[11]
- Eurovision 2023 — режиссер-постановщик и креативный директор от Украины

## Видеография
Наталья Могилевская — "Любов — то велика сила"
Наталья Могилевская — "Белый Самолет"
Ирина Билык — "Я умею любить"
Злата Огневич — “Обiцяй менi”
Анна Тринчер — "Бла, Бла, Бла"
Злата Огневич — "Мій Назавжди"
Анна Тринчер — "По Губам"
Ирина Билык — "Мне Нравится"